# Liste der Kürzel zu portugiesischen Orden und Ehrenzeichen
Dies ist eine Liste von Kürzeln zu portugiesischen Orden und Ehrenzeichen. Sie enthält Abkürzungen zu Orden (auch ehemaligen) und Ordensklassen (GCol Grande-Colar = Große Ordenskette; GC Grã-Cruz = Großkreuz; GO Grande-Oficial = Großoffizier; Com Comendador = Kommandeur; O Oficial = Offizier; Cav = Cavaleiro = Ritter). Wie bei den Post-nominal letters im anglo-amerikanischen Sprachraum sind diese Hinweise den Personennamen im Portugiesischen abgekürzt nachgestellt (bei dem spanischen Diktator Francisco Franco beispielsweise: GColTE und GCBTO). Die folgende Übersicht ist alphabetisch sortiert. Sie erhebt keinen Anspruch auf Aktualität oder Vollständigkeit.

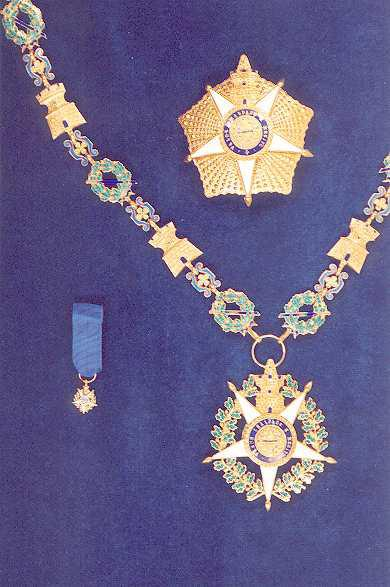
Große Ordenskette (GCol), Stern zum Großkreuz (GC) und Miniatur des Turm- und Schwertordens (port. Ordem Militar da Torre e Espada, Abk. TE)

## Namen

### A
- A Avis (Alter Ritterorden)

### B
- B Benemerência (frühere Bezeichnung des Ordem do Mérito) (ehemaliger Orden)
- BDO Banda das Duas Ordens (Großkreuzinsigne zweier Aler Ritterorden, ehemalig)
- BTO Banda das Três Ordens (Band der Drei Orden) (Amtsinsigne für den amtierenden Präsidenten der Republik)

### C
- C Cristo (Alter Ritterorden)
- Cav Cavaleiro (Grad)
- CavA (Cavaleiro) – Ordem Militar de Avis (Alter Ritterorden)
- CavC (Cavaleiro) – Ordem Militar de Cristo (Alter Ritterorden)
- CavIH (Cavaleiro) – Ordem do Infante D. Henrique (Nationaler Orden)
- CavL (Cavaleiro) – Ordem da Liberdade (Nationaler Orden)
- CavSE (Cavaleiro) – Ordem Militar de Sant’Iago da Espada (Alter Ritterorden)
- CavTE (Cavaleiro) – Ordem Militar da Torre e Espada, do Valor, Lealdade e Mérito (Alter Ritterorden)
- Com Comendador (Grad)
- ComA (Comendador) – Ordem Militar de Avis (Alter Ritterorden)
- ComC (Comendador) – Ordem Militar de Cristo (Alter Ritterorden)
- ComIH (Comendador) – Ordem do Infante D. Henrique (Nationaler Orden)
- ComIP (Comendador) – Ordem da Instrução Pública (Orden für zivile Verdienste)
- ComL (Comendador) – Ordem da Liberdade (Nationaler Orden)
- ComM (Comendador) – Ordem do Mérito (Orden für zivile Verdienste)
- ComME (Comendador) – Ordem do Mérito Empresarial (Orden für zivile Verdienste)
- ComSE (Comendador) – Ordem Militar de Sant’Iago da Espada (Alter Ritterorden)
- ComTE (Comendador) – Ordem Militar da Torre e Espada, do Valor, Lealdade e Mérito (Alter Ritterorden)
- Cv siehe Cav

### D
- Dam Dama (Grad)

### G
- GC Grã-Cruz (Grad)
- GCA (Grã-Cruz) – Ordem Militar de Avis (Alter Ritterorden)
- GCC (Grã-Cruz) – Ordem Militar de Cristo (Alter Ritterorden)
- GCIH (Grã-Cruz) – Ordem do Infante D. Henrique (Nationaler Orden)
- GCIP (Grã-Cruz) – Ordem da Instrução Pública (Orden für zivile Verdienste)
- GCL (Grã-Cruz) – Ordem da Liberdade (Nationaler Orden)
- GCM (Grã-Cruz) – Ordem do Mérito (Orden für zivile Verdienste)
- GCME (Grã-Cruz) – Ordem do Mérito Empresarial (Orden für zivile Verdienste)
- GCol Grande-Colar (Grad)
- GColIH (Grande-Colar) – Ordem do Infante D. Henrique (Nationaler Orden)
- GColL (Grande-Colar) – Ordem da Liberdade (Nationaler Orden)
- GColSE (Grande-Colar) – Ordem Militar de Sant’Iago da Espada (Alter Ritterorden)
- GColTE (Grande-Colar) – Ordem Militar da Torre e Espada, do Valor, Lealdade e Mérito (Alter Ritterorden)
- GCSE (Grã-Cruz) – Ordem Militar de Sant’Iago da Espada (Alter Ritterorden)
- GCTE (Grã-Cruz) – Ordem Militar da Torre e Espada, do Valor, Lealdade e Mérito (Alter Ritterorden)
- GO Grande-Oficial (Grad)
- GOA (Grande-Oficial) – Ordem Militar de Avis (Alter Ritterorden)
- GOC (Grande-Oficial) – Ordem Militar de Cristo (Alter Ritterorden)
- GOIH (Grande-Oficial) – Ordem do Infante D. Henrique (Nationaler Orden)
- GOIP (Grande-Oficial) – Ordem da Instrução Pública (Orden für zivile Verdienste)
- GOL (Grande-Oficial) – Ordem da Liberdade (Nationaler Orden)
- GOM (Grande-Oficial) – Ordem do Mérito (Orden für zivile Verdienste)
- GOME (Grande-Oficial) – Ordem do Mérito Empresarial (Orden für zivile Verdienste)
- GOSE (Grande-Oficial) – Ordem Militar de Sant’Iago da Espada (Alter Ritterorden)
- GOTE (Grande-Oficial) – Ordem Militar da Torre e Espada, do Valor, Lealdade e Mérito (Alter Ritterorden)

### I
- I Império (ehemaliger Orden)
- IC Império Colonial (frühere Bezeichnung des Ordem do Império) (ehemaliger Orden)
- IH Infante D. Henrique (Nationaler Orden)
- IP Instrução Pública (Alter Ritterorden)

### L
- L Liberdade (Nationaler Orden)

### M
- M Mérito (Alter Ritterorden)
- MA Mérito Empresarial (Classe Mérito Agrícola) (Alter Ritterorden)
- MC Mérito Empresarial (Classe Mérito Comercial) (Alter Ritterorden)
- Med Medalha (Grad)
- MedO Medalha Ouro (Grad)
- MedP Medalha Prata (Grad)
- MH Membro Honorário (Grad)
- MI Mérito Empresarial (Classe Mérito Industrial) (Alter Ritterorden)
- MIP (Medalha) – Ordem da Instrução Pública (Orden für zivile Verdienste)
- MM (Medalha) – Ordem do Mérito (Orden für zivile Verdienste)
- MME (Medalha) – Ordem do Mérito Empresarial (Orden für zivile Verdienste)

### O
- O Oficial (Grad)
- OA (Oficial) – Ordem Militar de Avis (Alter Ritterorden)
- OC (Oficial) – Ordem Militar de Cristo (Alter Ritterorden)
- OIH (Oficial) – Ordem do Infante D. Henrique (Nationaler Orden)
- OIP (Oficial) – Ordem da Instrução Pública (Orden für zivile Verdienste)
- OL (Oficial) – Ordem da Liberdade (Nationaler Orden)
- OM (Oficial) – Ordem do Mérito (Orden für zivile Verdienste)
- OME (Oficial) – Ordem do Mérito Empresarial (Orden für zivile Verdienste)
- OSE (Oficial) – Ordem Militar de Sant’Iago da Espada (Alter Ritterorden)
- OTE (Oficial) – Ordem Militar da Torre e Espada, do Valor, Lealdade e Mérito (Alter Ritterorden)

### S
- SE Santiago da Espada (Alter Ritterorden)

### T
- TE Torre e Espada, do Valor, Lealdade e Mérito (Alter Ritterorden)